# Iqāma
Die Iqāma (arabisch إقامة ‚Aufstellung‘; türkisch kāmet)  ist im islamischen Gottesdienst der zweite Gebetsruf nach dem Adhān, der innerhalb der Moschee vor der bereits versammelten Gebetsgemeinde unmittelbar vor dem Pflichtgebet erfolgt. Sie ist nicht nach außen (beispielsweise über das Minarett einer Moschee oder über Lautsprecher) gerichtet. Außerdem wird sie im Gegensatz zum Adhan eher weniger besonders betont, und auch schneller rezitiert.

## Wortlaut
Der Text der Iqāma ist, bis auf den Einschub „das Gebet hat begonnen“, identisch mit dem des Adhan der schiitischen Glaubensrichtung.
| Wortlaut                           | Übersetzung                                                  | Schāfiʿiten | Malikiten | Hanafiten | Hanbaliten | Schiiten |
| ---------------------------------- | ------------------------------------------------------------ | ----------- | --------- | --------- | ---------- | -------- |
| Allāhu akbar                       | Gott ist groß (größer als alles und mit nichts vergleichbar) | 2x          | 2x        | 4x        | 2x         | 2x       |
| Ašhadu an lā ilāha illā Llāh       | Ich bezeuge, dass es keine Gottheit gibt außer Gott          | 1x          | 1x        | 2x        | 1x         | 2x       |
| Ašhadu anna Muhammadan rasūlu Llāh | Ich bezeuge, dass Muhammad der Gesandte Gottes ist           | 1x          | 1x        | 2x        | 1x         | 2x       |
| Haiya ʿalā ṣ-ṣalāh                 | Eilt zum Gebet                                               | 1x          | 1x        | 2x        | 1x         | 2x       |
| Ḥaiya ʿala l-falāḥ                 | Eilt zum Heil (Seligkeit/Erfolg)                             | 1x          | 1x        | 2x        | 1x         | 2x       |
| Ḥaiya ʿala ḫayri l-ʿamal           | Eilt zur besten Handlung                                     | –           | –         | –         | –          | 2x       |
| Qad qāmati ṣ-ṣalāh                 | Das Gebet hat begonnen.                                      | 2x          | 1x        | 2x        | 2x         | 2x       |
| Allāhu akbar                       | Gott ist groß (größer als alles und mit nichts vergleichbar) | 2x          | 2x        | 2x        | 2x         | 2x       |
| Lā ilāha illā Llāh                 | Es gibt keine Gottheit außer Gott                            | 1x          | 1x        | 1x        | 1x         | 1x       |

## Stellung der Iqāma aus religionsgeschichtlicher Sicht
Das Sprechen der Iqama wird von den Religionsgelehrten stark empfohlen (arab. Sunna), jedoch nicht als Pflicht angesehen. Unter europäischen Gelehrten herrscht – wie auch im Falle des Adhan – Uneinigkeit darüber, ob dieser Aufruf auf die christliche Messliturgie (Carl Heinrich Becker) oder die jüdischen Segenssprüche (Eugen Mittwoch) zurückgeht. Zum Gebrauch des Wortes Iqama gibt es Untersuchungen von Carl Brockelmann.